# ميسوجي
الميسوجي (禊) هي ممارسة شنتوية يابانية في طقس التطهير وذلك بغسل البدن كله. كما ترتبط الميسوجي أيضا بطقس تطهيري آخر يدعى هارايه وبالتالي يشار إليهما بكلمة واحدة هي ميسوجي-هارايه (禊祓).

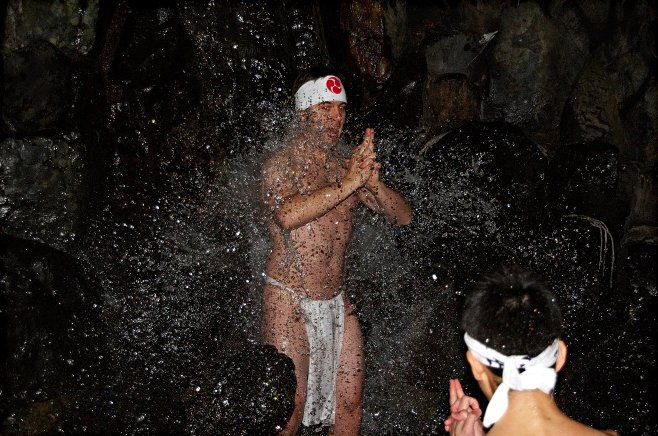
ميسوجي ليلي تحت شلال في مزار تسوباكي الكبير

في كيوتو، يغمر الناس أنفسهم تحت شلال معبد كيوميزوأوتوا نو تاكى (صوت الأجنحة)، على الرغم من أن غالبية الزوار يشربون من المياه بدلاً من أن يغوصوا فيها. وفي كل عام، تقوم العديد من المجموعات بالحج إلى الشلالات والبحيرات والأنهار المقدسة، وحدها أو في مجموعات صغيرة، للقيام بأداء بالميسوجي. ويعتبر جبل أونتاكي وسلسلة جبال كيي وجبل يوشينو سوى أمثلة قليلة على المناطق القديمة والمعروفة لطقس الميسوجي في اليابان. أما في الولايات المتحدة الأمريكية، يتم تنفيذ الميسوجي كل صباح في ضريح تسوباكي الكبير الأمريكي في شلال كونريو ميوجين نو تاكي.

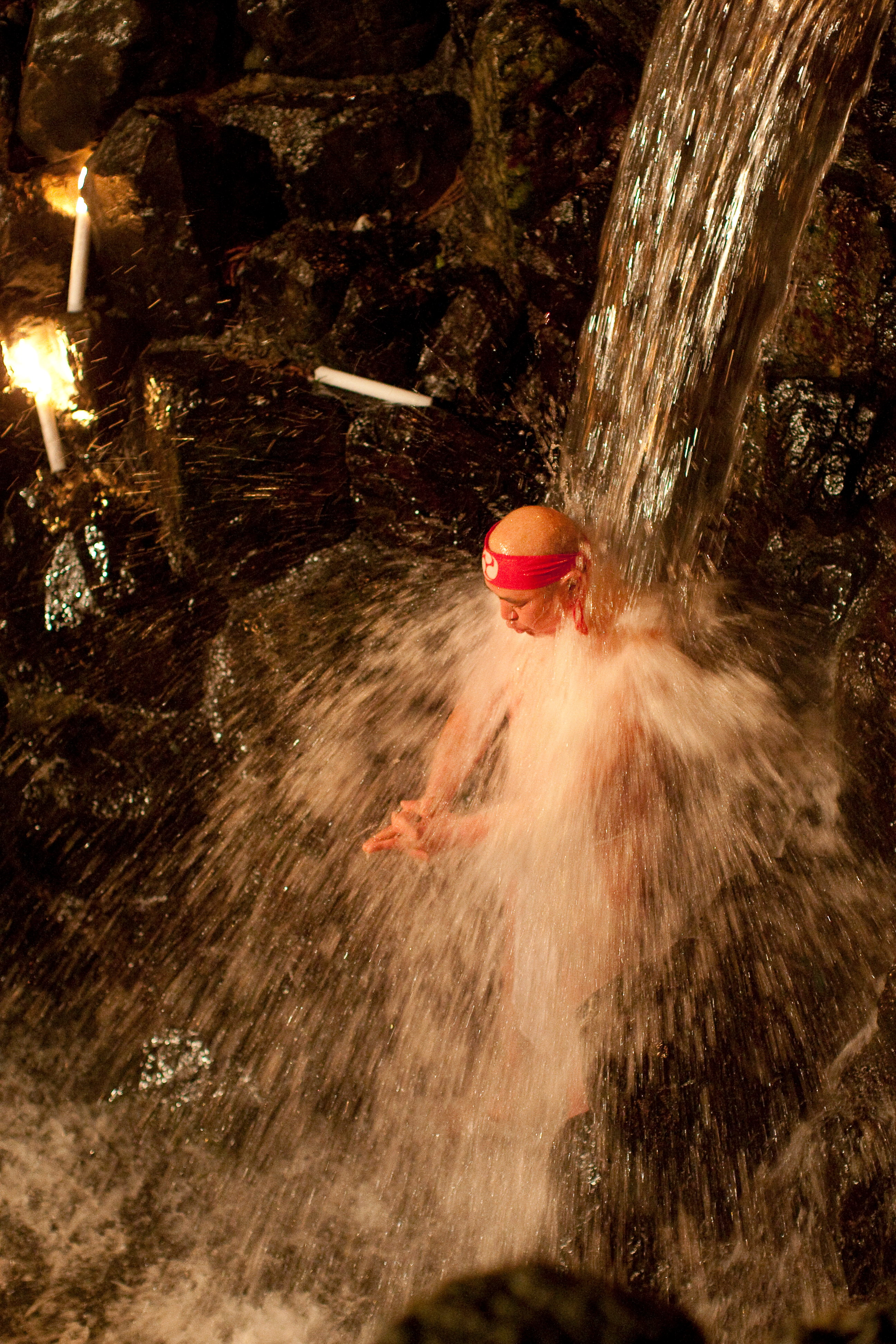
طقس الميسوجي

## الممارسة
قبل القيام بالميسوجي، يخضع الأعضاء عمومًا لنوع من التنقية الأولية. مثل الصلوات والصيام أو نوع من النشاط البدني. ترتدي النساء عموما عند تأدية الميسوجي كيمونو أبيضًا خاصًا وشريط رأس، بينما يرتدي الرجال الفوندوشي (مئزر) وشريط رأس. ثم يبدأونبالفوريتاما (降り 魂) أو «هز الروح» عن طريق تثبيت أيديهم ببعض أمام المعدة وهزها لأعلى ولأسفل. والغرض من ذلك هو أن تصبح على علم موحد مع الروح التي بداخلك. بعد هذا تأتي «عملية الإحماء» أو التمارين الرياضية (tori-fune 鳥 船 أو تجديف «قارب الطيور»). هذه الممارسات المذكورة آنفًا تكون مصحوبة أحيانًا بصلوات خاصة أو تعويذات. بعد ذلك، يبدأ قائد المجموعة في قراءة بعض الأدعية والصلوات التي يقال أنها تُنشِط الروح. يرددها الأتباع معه بشكل عام، وهكذا تحقق إمكانية علم كل فرد بروحه، وبالتالي توحيدهم مع الكامي الموجود من حولهم.
تتم التدريبات المذكورة أعلاه حتى يرفع المشاركون عملية أيض أجسامهم، وترافق بعض المجموعات هذا مع التنفس العميق. ويمكن رشهم بالملح المطهّر ويمكن أن يعطى للمشاركون الساكي ليبصقوه في الشلال في ثلاث لُقم. في بعض الأحيان يتم إعطاء المشاركين الملح ليرموه في الشلال عند دخولهم. وفي بعض المجموعات، يعد القائد إلى تسعة ثم يوقف تنفسه بينما يصرخ كلمة «ياي!» لتبديد هذا الشوائب. ثم يدخل المشاركون الشلال وهم يرددون باستمرار عبارةharai tamae kiyome tamae rokkon shōjō (祓い給え清め給え六根清浄).
هذه العبارة تطلب منالكامي أن يزيل الشوائب من العناصر الستة التي تشكل الإنسان، الحواس الخمس والعقل. وتختلف ممارسة هذه الطقوس من مجموعة إلى أخرى، ولكل منها تقاليدها أو طرقها الخاصة.
يستخدم الميسوجي أيضًا في بعض أشكال فنون الدفاع عن النفس، خاصة الآيكيدو، لإعداد العقل للتدريب وتعلم كيفية تطوير دانتيان الخاص بالمتدرب. استخدم مؤسس الأيكيدو، موريهي أوشيبا، بانتظام هذا النوع من التأمل لاستكمال تدريبه والبحث عن الكمال.